# Bethy Woodward
Bethany "Bethy" Woodward es una exatleta paralímpica británica que compitió en eventos de carreras T37. Participó al más alto nivel de su deporte, representando a Inglaterra en los Juegos de la Mancomunidad de 2010 y a Gran Bretaña en el Campeonato Mundial de Atletismo del IPC y los Juegos Paralímpicos de verano de 2012. 
Dejó de participar en eventos competitivos en 2015, alegando que atletas más aptas estaban siendo incluidas en su clasificación. En 2017, devolvió una de sus medallas de plata, afirmando que la inclusión de una de sus compañeras de equipo estaba "dándonos una ventaja injusta".
Fue conferida como miembro honorario de la Universidad de Regent en Londres el 9 de julio de 2015.

## Biografía
Woodward nació en Ringwood, Inglaterra en 1992. Tiene parálisis cerebral, y se interesó en el atletismo después de competir en un día deportivo escolar a la edad de once años. Después de unirse a un club de atletismo, ingresó a encuentros deportivos compitiendo en eventos de carreras. 

## Carrera
Participó en los Juegos Escolares en 2007 y en 2009 registró su mejor marca personal en los 100 m con 15.78s en el Campeonato Alemán de Discapacidad en Sindelfingen. En 2010, mejoró en sus tiempos de 100 m y 200 m, registrando 15.10 en los 100 m en el Abierto de Túnez, mientras que en los 200 m corrió 31.31 en el mismo evento.  También comenzó a correr de manera competitiva en los 400 m en 2010, registrando un tiempo de 1: 13.8 en el Perivale Sports Grand Prix. Representó por primera vez a Inglaterra en los Juegos de la Mancomunidad de 2010 en Delhi, llegando sexta en el evento T37 de 100 m.  
En 2011, fue seleccionada por el equipo de Gran Bretaña para competir en el Campeonato Mundial de Atletismo IPC 2011 en Christchurch, Nueva Zelanda, entrando en las carreras T37 de 200 m y 400 m. Aunque no ganó una medalla en los 200 metros, registró un récord personal de 69.21 en la final de la carrera de 400 m ganando la medalla de oro. En 2012, registró éxitos personales en los eventos de 100 y 200 metros, y se clasificó en el equipo de Gran Bretaña para los Juegos Paralímpicos de verano de 2012. 
El 5 de septiembre de 2012, ganó una medalla de plata en el evento T37 de 200 metros en los Juegos Paralímpicos de Verano.

## Vida personal
Fue entrenada por su novio, el cuatro veces campeón británico de lanzamiento de jabalina, Lee Doran. En marzo de 2017, la pareja le dio la bienvenida a su primer hijo.